# Bad Ragaz
Pour les articles homonymes, voir Ragaz.
Bad Ragaz (en français Ragaz-les-Bains
) est une commune suisse du canton de Saint-Gall, située dans la circonscription électorale de Sarganserland. Elle possède une station thermale.

Photo aérienne prise à 300 m par Walter Mittelholzer (1922).

## Monuments et curiosités
La commune possède plusieurs monuments et curiosités :
- Le château de Freudenberg est inscrit comme bien culturel d'importance nationale[5]. Il est situé au nord-ouest de Ragaz. Propriété depuis le XIIIe s. des barons de Wildenberg, il fut détruit par les Confédérés en 1437.
- L'église de l'Assomption, église paroissiale catholique dédiée à l'Assomption de Marie ((de) Maria Himmelfahrt), dite primitivement église Saint-Pancrace. Elle fut reconstruite en 1703-05 par Ulrich Lang d'après les plans d'un architecte de Bregenz. Le clocher médiéval a été conservé. Le porche date de 1908. Les peintures au plafond sont l'œuvre de Martin Leonz Zeuger et remontent à 1749.
- La chapelle Saint-Léonard fut édifiée en 1410-12 au-dessous de château-fort de Freudenberg. Les peintures du chœur remontent à 1414-18 ; le style pictural, influencé par la manière italienne, est sans équivalent en Suisse. Le porche a été remanié en 1945-46 pour servir de lieu commémorant la victoire des Confédérés à Ragaz en 1446.
- L'église réformée a été construite en 1889-90 par Johann Vollmer.
- Le Hof constitue de nos jours la partie ancienne de l'hôtel thermal, jadis résidence des préfets du couvent de Pfäfers. Reconstruit en 1774, il est transformé en hôtel en 1841 d'après les plans de Felix Wilhelm Kubly.
- Le Quellenhof a été construit par Bernhard Simon le Jeune en 1880-90.
- L'établissement thermal fut construit en 1866-68 par Johann Christoph Kunkler. Il s'agit d'une construction à un étage avec halle à colonnes et arcs en plein cintre.

## Transport
La gare de Bad-Ragaz, située sur la ligne de Sargans à Coire, est une gare voyageurs du Réseau express régional saint-gallois (RER/S-Bahn).